# 도계초등학교 점리분교
도계초등학교 점리분교는 강원도 삼척시 도계읍 늑구점리길 370-41에 있었던 초등학교 분교이다.

## 연혁
- 1967년 12월 6일 도계국민학교 점리분교장 인가
- 1970년 3월 2일 점리국민학교로 승격
- 1996년 3월 1일 점리초등학교로 개칭
- 1999년 3월 1일 도계초등학교 점리분교장
- 2003년 3월 1일 폐교(도계초등학교로 통합)